# 千金車站
35°0′6.15″N 132°14′59.56″E / 35.0017083°N 132.2498778°E
千金車站（日语：／ Chigane eki */?），是西日本旅客鐵道（JR西日本）三江線的鐵路車站，位於島根縣江津市金田町。此站座落於山谷，由於站外道路過於狹窄，因此三江線不通時替代行駛的巴士不會停靠此站。
三江線活化協議會將此站暱稱命名為「日本武尊」，取自島根縣西部與廣島縣西北部流傳的傳統神樂——石見神樂。

## 歷史
- 1958年（昭和33年）7月14日 - 千金車站與相鄰的江津本町車站同一天開始營運。
- 1975年（昭和50年）8月31日 - 三江南線的口羽車站與三江北線的濱原車站之間銜接路段完工通車，南北兩線合併為三江線，此站成為三江線的車站。
- 1987年（昭和62年）4月1日 - 隨著國鐵分割民營化，成為西日本旅客鐵道所管轄的車站。
- 2018年4月1日 - 因三江線全線停駛廢線，隨之停止營運而廢站。

## 車站構造
此站為地面車站，往濱原車站方向的左側設有一股軌道與側式月台一座。月台設有候車室，兼做為站房使用，沒有裝設自動售票機等設備。

## 使用狀況
根據島根縣的統計資料與《三江線沿線地域公共交通網形成計劃》所記載之每日平均乘客人數如下：
| 乘車人數推移 | 乘車人數推移 |
| 年度         | 1日平均人數  |
| ------------ | ------------ |
| 1984         | 21           |
| 1994         | 14           |
| 1999         | 9            |
| 2000         | 9            |
| 2001         | 8            |
| 2002         | 5            |
| 2003         | 4            |
| 2004         | 2            |
| 2005         | 1            |
| 2006         | 1            |
| 2007         | 1            |
| 2008         | 1            |
| 2009         | 0            |
| 2010         | 1            |
| 2011         | 0            |
| 2012         | 0            |
| 2013         | 1            |
| 2014         | 0            |
| 2015         | 0            |

## 相鄰車站
西日本旅客鐵道（JR西日本）
 三江線
江津本町－千金－川平

## 外部連結
- （日語） JR西日本（千金駅）（页面存档备份，存于）
- （日語） ぶらり三江線WEB：千金 - 三江線改良利用促進期成同盟会・三江線活性化協議会。